# 鲁塞尼亚省
鲁塞尼亚省（拉丁語：Palatinatus russiae; 1366年－1772年）为波兰行政区划和地方政府。（参见波兰王国，波兰立陶宛联邦）。和贝沃兹省等省组成小波兰行省，首府位于利沃夫。这个地区后来成为更大的奥地利加利西亚行省的一部分，现在这个地区为波兰、乌克兰、白俄罗斯所拥有。

## 历史

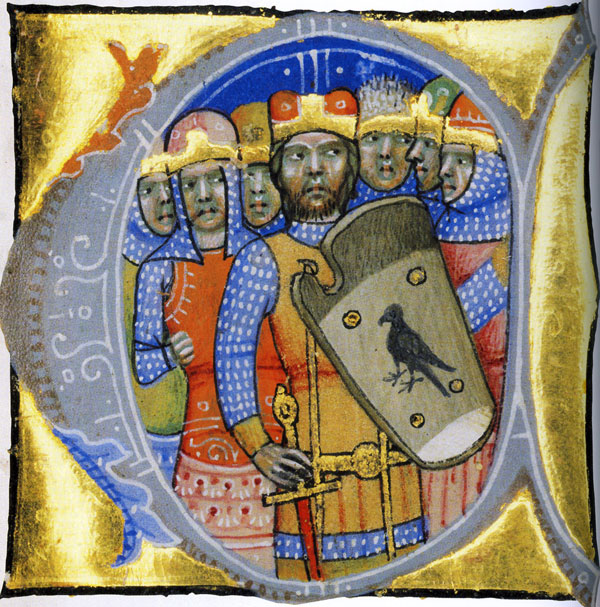
阿尔帕德大公和其他六位马扎尔人的酋长。来自图片编年史
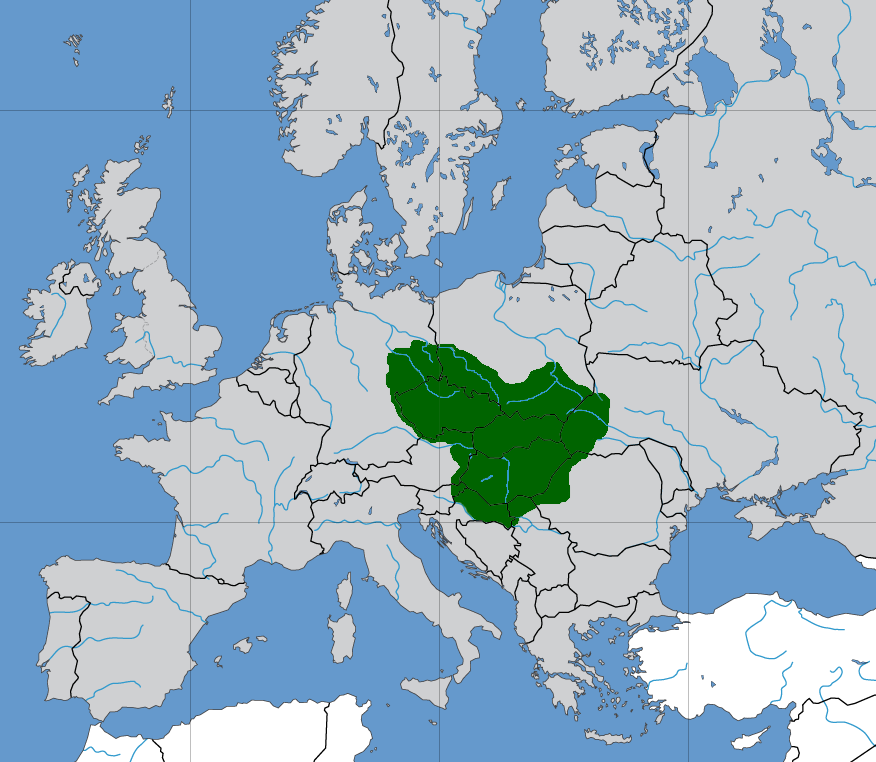
大摩拉维亚的最大领土（由斯瓦托普鲁克一世（871年-894年）统治），叠加于现代欧洲各国的边界的地图请注意，大摩拉维亚的部分边界现在还处于争议当中

史前时代中东欧（现在位于波兰东南部，乌克兰西部）是蔓延于古罗马时代的各个部落的定居点，包括凯尔特人，哥特人和汪达尔人（普尔泽沃斯克文化）。在罗马帝国灭亡后，东部波兰大部分地区被分裂为几个部分（所有地方低于桑河和德涅斯特河），该地区被马扎尔人，斯拉夫人和阿瓦尔人侵略。这个地区后来成为大摩拉维亚公国的一部分。在匈牙利部落于899年侵入大摩拉维亚公国的心脏后，该地区的兰甸宣布效忠匈牙利帝国。该地区在后来至少在9世纪时，变成了波兰，基辅罗斯和匈牙利的争议地区。 原来它与布克河流域西部和维尔普斯河之间的某片土地有关。其波兰文名为Ziemia czerwieńska，或用切尔文语名"Czerwień Land"，一个城镇在那里。（现在那里有几个城镇用这个名字，它们和红鲁塞尼亚没有关系）. 
这片地区于981年被第一次提到，基辅罗斯的弗拉基米尔·斯维亚托斯拉维奇在通往波兰的路上也顺便夺取了这个地方。在1018年，它归还给了波兰，1031年，又再次属于罗斯。在1349年被卡齐米日三世征服以前的大约150年来，它作为独立的鲁塞尼亚公国或加利奇-沃伦王国而存在。自从那时候，该地区的名字Ruś Czerwona被记录，翻译为“红鲁塞尼亚”（“Czerwień”的意思为斯拉夫语族中的红色或波兰村庄切姆瑙），其适用范围由一个地区扩展到德涅斯特河，并将重点渐渐地转移到了普热梅希尔，自瓦迪斯瓦夫·加基沃统治时期起，普热梅希尔省被称为鲁塞尼亚省（波蘭語：województwo ruskie），重点也渐渐转移到利沃夫。它包括五个地区：利沃夫，萨诺克、哈利茨、普热梅西尔和海沃姆。鲁塞尼亚省后来于1772年至1918年被奥地利帝国统治，在那个时候，鲁塞尼亚省被称为加利西亚和洛多梅里亚王国。

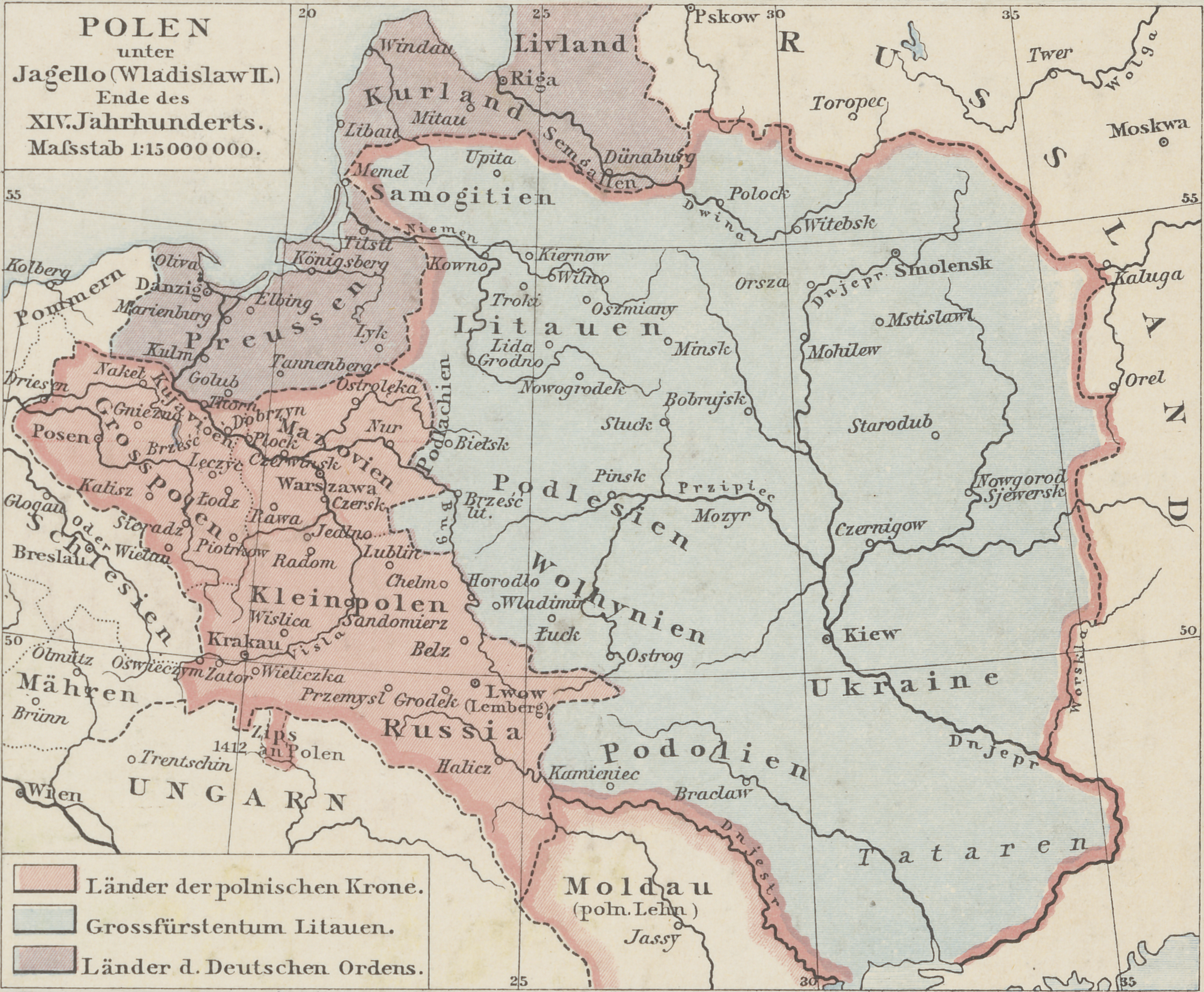
红鲁塞尼亚——俄罗斯（14世纪）

## 政府部门所在地
省总督（Wojewoda）所在地： 
- 利沃夫

全鲁塞尼亚地区议会（sejmik generalny）所在地： 
- 萨多瓦-维兹尼亚

地区议会（sejmik poselski i deputacki）所在地： 
- 利沃夫
- 哈利次
- 萨多瓦-维兹尼亚
- 普热梅希尔
- 萨诺克
- 海沃姆

## 行政区划
| 区徽             | 地区           | 波兰语           | 县                   | 波兰语              | 县首府     | 地区首府   |
|                  | 海沃姆地区     | Ziemia Chełmska  | 海沃姆县             | Powiat Chełmski     | 海沃姆     | 海沃姆     |
| 克兰斯尼斯塔夫县 | 海沃姆地区     | Ziemia Chełmska  | Powiat Krasnystawski | 克兰斯尼斯塔夫      |            | 海沃姆     |
| 拉特诺县         | 海沃姆地区     | Ziemia Chełmska  | Powiat Ratneński     | 拉特诺              |            | 海沃姆     |
| 暂无             | 哈利茨地区     | Ziemia Halicka   | 哈利茨县             | Powiat Halicki      | 哈利茨     | 哈利茨     |
| 暂无             | 哈利茨地区     | Ziemia Halicka   | 克罗米亚县           | Powiat Kołomyjski   | 克罗米亚   | 哈利茨     |
| 暂无             | 哈利茨地区     | Ziemia Halicka   | 彻姆波夫拉县         | Powiat Trembowelski | 彻姆波夫拉 | 哈利茨     |
|                  | 利沃夫地区     | Ziemia Lwowska   | 利沃夫县             | Powiat Lwowski      | 利沃夫     | 利沃夫     |
| 施达戳夫县       | 利沃夫地区     | Ziemia Lwowska   | Powiat Żydaczowski   | 施达戳夫            |            | 利沃夫     |
|                  | 普热梅希尔地区 | Ziemia Przemyska | 普热梅希尔县         | Powiat Przemyski    | 普热梅希尔 | 普热梅希尔 |
| 桑姆波县         | 普热梅希尔地区 | Ziemia Przemyska | Powiat Samborski     | 桑姆波              |            | 普热梅希尔 |
| 佐赫比施县       | 普热梅希尔地区 | Ziemia Przemyska | Powiat Drohobycki    | 佐赫比施            |            | 普热梅希尔 |
| 斯齐耶县         | 普热梅希尔地区 | Ziemia Przemyska | Powiat Stryjski      | 斯齐耶              |            | 普热梅希尔 |
|                  | 萨诺克地区     | Ziemia Sanocka   | 萨诺克县             | Powiat Sanocki      | 萨诺克     | 萨诺克     |

## 省总督
- 斯坦尼斯瓦夫·乔德茨基·德·乔查（1466年－1474年）
- 雅克布·布查茨基（1501年－？）
- 斯坦尼斯瓦夫·克米塔·德·维施尼茨（1500-？）
- 扬·奥卓沃兹（1510年－？）
- 扬·塔尔诺夫斯基（1527年－？）
- 斯坦尼斯瓦夫·奥卓沃兹（1542年－？）
- 皮奥特尔·费尔雷耶（1545年－1553年）
- 谢洛尼姆·雅洛施·谢尼亚夫斯基（1576年－？）
- 扬·达尼沃维施·德·奥雷斯克（1605年－？）
- 斯坦尼斯瓦夫·鲁伯米尔斯基（1628年－1638年）
- 雅克布·索别斯基（1641年－？）
- 耶热米·米哈乌·维施尼奥维茨基（1646年－1651年）
- 斯特凡·查尔涅茨基（1651年－？）
- 斯塔尼斯瓦夫·扬·加布罗诺夫斯基（1664年－？）
- 扬·斯坦尼斯瓦夫·加布罗诺夫斯基（1697年－1731年）
- 奥古斯特·亚历山大·查托里斯基（1731年－？）
- 斯坦尼斯瓦夫·施切斯尼·波托茨基（1782年－？）

## 临近省份和地区
- 克拉科夫省
- 桑多梅日省
- 布雷斯特-里托夫斯科省
- 沃尔希连省
- 贝沃兹省
- 波多尔省
- 泽姆普林
- 乌日国
- 马拉马洛斯